# Proyecto Telescopio Faulkes

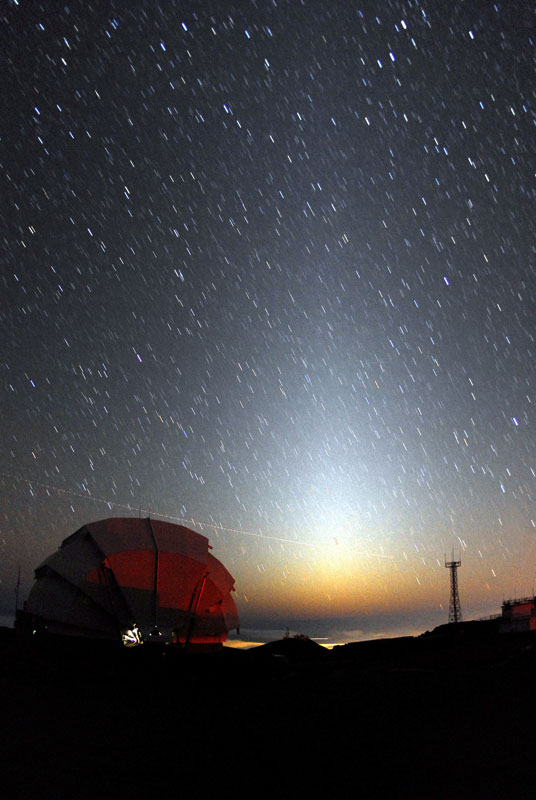
Telescopio Faulkes

El Proyecto Telescopio Faulkes (nombre original en inglés: Faulkes Telescope Project, abreviado con las siglas FTP) es una iniciativa para el desarrollo de investigaciones astronómicas sostenida por la Dill Faulkes, una Institución Educativa sin ánimo de lucro. Proporciona acceso a 1.500 horas de observación en dos telescopios de 2 metros de diámetro localizados en Hawái (Telescopio Faulkes Norte) y en Australia (Telescopio Faulkes Sur). Este tiempo se dedica a la educación y a la divulgación pública principalmente en el Reino Unido, pero también acoge pequeños proyectos seleccionados en Europa y en los Estados Unidos.
Ha operado desde el año 2004 con la idea básica de comprometer a los estudiantes con la “ciencia real”, haciéndolos partícipes activos en una serie de proyectos de investigación astronómica, desde la observación del sistema solar hasta de galaxias distantes. El profesorado trabaja tanto en el Reino Unido como en el extranjero, en ciudades como Moscú, Santa Bárbara, Múnich, Lisboa, París y otras muchas localidades en Portugal y España.

## Telescopios robóticos
Los telescopios robóticos utilizados por el Proyecto Telescopio Faulkes son propiedad y son operados por la Red Global de Telescopios del Observatorio Las Cumbres ("Las Cumbres Observatory Global Telescope Network", LCOGTN). Los usuarios registrados (alumnado y profesores) pueden controlar en tiempo real de forma remota los telescopios a través de internet.
El proyecto fue el ganador en 2008 del Premio Sir Arthur Clarke en la categoría de Logros Educativos.
El Proyecto Telescopio Faulkes desarrolla sus actividades en cooperación con la asociación Hands-on Universe, centrándose en las observaciones de supernovas y asteroides, así como en la dinámica de estrellas y galaxias.

## Participantes
Italia
Brunico
- Nikolaus Cusanus - Sprachen- und Realgymnasium

Reino Unido
Bexley
- Beths Grammar School

Broadstairs
- The Charles Dickens School

Canterbury
- Simon Langton Grammar School for Boys

Cheltenham
- Cheltenham Ladies College

Dartford
- Dartford Grammar School

Gran Mánchester
- Bury College

New Cross
- Haberdashers' Aske's Hatcham College

North Yorkshire
- Giggleswick School

Gales
- Christ College Brecon
- Cardinal Newman RC School
- Ysgol Maesydderwen

West Midlands
- King Charles I School

Armagh
- Observatorio de Armagh

Jersey
- Victoria College

Polonia
Bełżyce
- Zespół Szkół im. Mikołaja Kopernika

Dzierżoniów
- Zespół Gimnazjów nr 3 im. Stanisława Konarskiego

Grudziądz
- Zespół Szkół Technicznych
- Planetarium i Obserwatorium Astronomiczne im. Mikołaja Kopernika

Cracovia
- V Liceum Ogólnokształcące im. Augusta Witkowskiego
- Publiczne Salezjanskie Liceum Ogólnokształcące

Łódź
- Planetarium i Obserwatorium Astronomiczne im. Arego Sternfelda

Niepołomice
- Młodzieżdebe Obserwatorium Astronomiczne

Olsztyn
- I Liceum Ogólnokształcące im. A. Mickiewicza w Olsztynie
- Planetarium i Obserwatorium Astronomiczne

Szczecin
- XIII Liceum Ogólnokształcące

Toruń
- V Liceum Ogólnokształcące

Varsovia
- XXVII Liceum Ogólnokształcące im. Tadeusza Czackiego

Uganda
Lira
- Dr. Obote College Boroboro

Estados Unidos
Montauk, EE. UU.
- Montauk Public School

New York, USA
- Freeport Public Schools

Manhasset, EE.UU.
- Manhasset High School

Grecia
Atenas
- Ellinogermaniki Agogi, Secondary Education Establishment

Tychero, Evros
- Instituto de Tychero
- Instituto sénior de Tychero